# Przełęcz Hidaka
Przełęcz Hidaka (jap. 日高峠 Hidaka-tōge) – znajdująca się na wysokości 495 m n.p.m. i długa na 6,1 km przełęcz w północnych krańcach Gór Hidaka na wyspie Hokkaido w Japonii. Przecina ją droga krajowa nr 237, prowadząca do miast Hidaka i Shimukappu.